# Облік
О́блік — належним чином організована система збору, нагромадження, обробки, групування, узагальнення і реєстрації (фіксації) необхідної інформації або її сукупних даних, що відображають кількісну чи якісну характеристику подій, явищ, фактів, процесів, об'єктів тощо. Є важливою складовою соціального (в т. ч. державного) регулювання суспільних відносин та управління процесами (насамперед економічними) й відповід. об'єктами. Відіграє значну роль при прийнятті правових, екон., управлін. та ін. рішень повноважними органами або компетентними особами.
О́блік — віддзеркалення господарської або іншої діяльності підприємства на підставі документів в різних вимірниках (кількісних і (або) якісних). Облік є складовою частиною управління економічними процесами і об'єктами, суть обліку полягає у фіксації їх стану і параметрів, зборі і накопиченні відомостей про економічні об'єкти і процеси, віддзеркалення цих відомостей в облікових відомостях. Розрізняють аналітичний, бухгалтерський, бюджетний облік. Облік може здійснюватися в поточних і незмінних (зіставних) цінах, а також в іноземній валюті. 